# Stefan Turchak
Stefan Turchak (em ucraniano:  Стефан Турчак; 28 de fevereiro de 1938 - 1988) foi um maestro ucraniano.

## Biografia
Stefan Turchak nasceu na vila de Matskowicz, onde hoje é a voivodia de Podkarpackie, na Polónia. Ele cresceu em Dublyany. Em 1955 graduou-se na Escola Pedagógica e de Música de Lviv. Em 1973, Turchak recebeu o Prémio Estatal ZP Paliashvili da RSS da Geórgia. Ele também foi premiado com a Ordem da Bandeira Vermelha do Trabalho.